# Garidech
 Garidech  es una población y comuna francesa, en la región de Mediodía-Pirineos, departamento de Alto Garona, en el distrito de Toulouse y cantón de Montastruc-la-Conseillère.

## Demografía
| 331 | 318 | 380 | 520 | 698 | 954 |
| Para los censos de 1962 a 1999 la población legal corresponde a la población sin duplicidades (Fuente: INSEE [Consultar]) |     |     |     |     |     |

## Monumentos

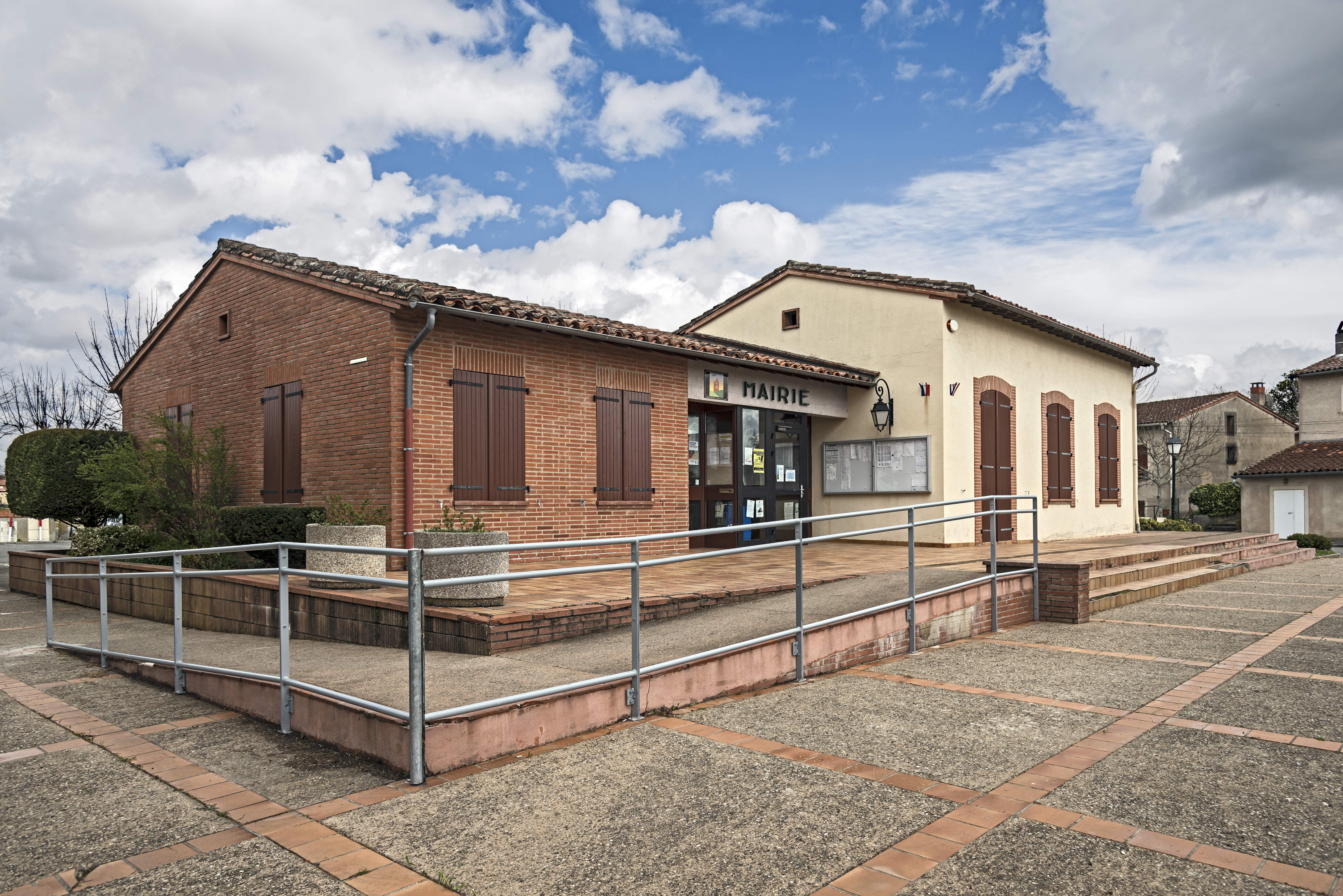
El Ayuntamiento;
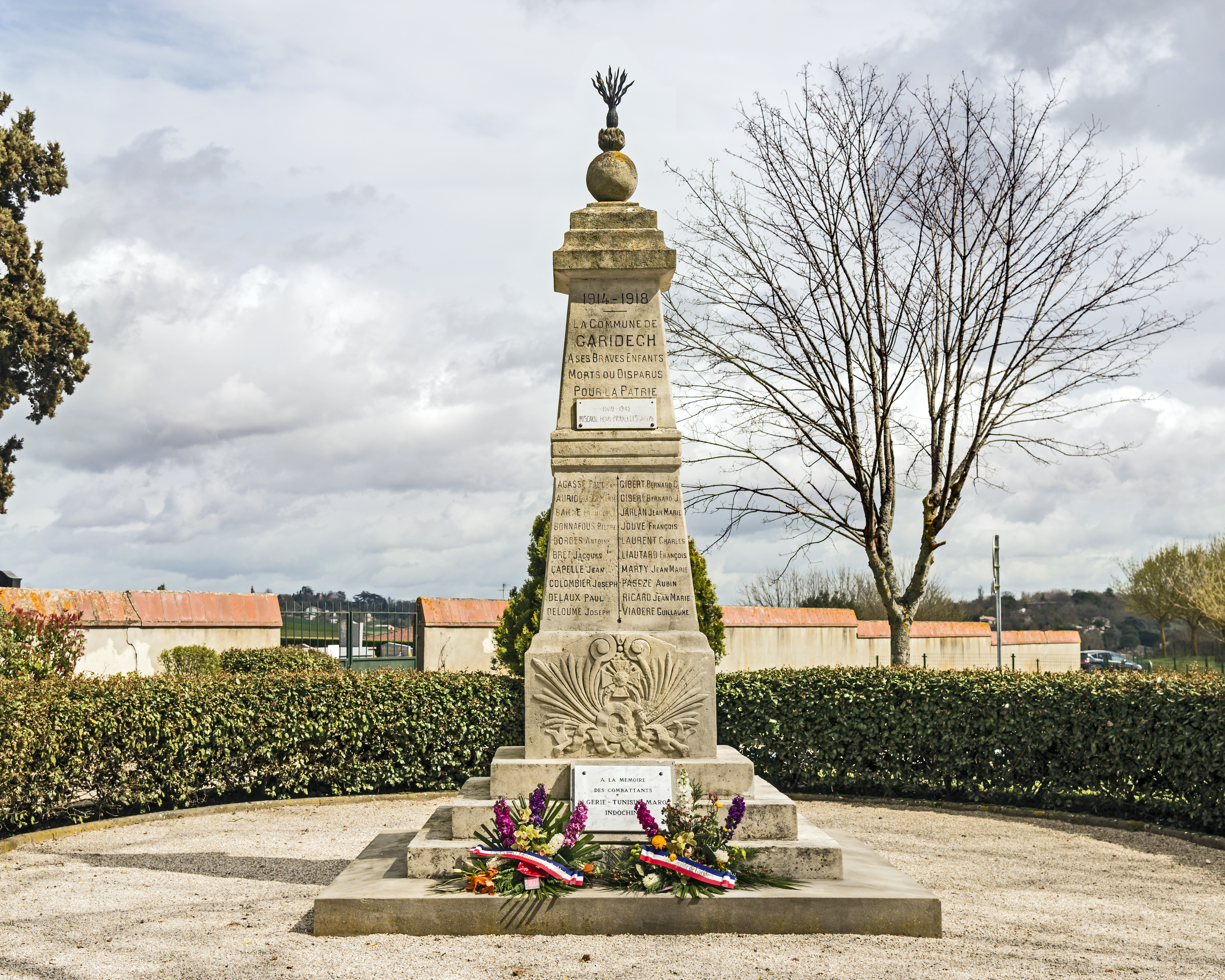
El monumento de la guerra;
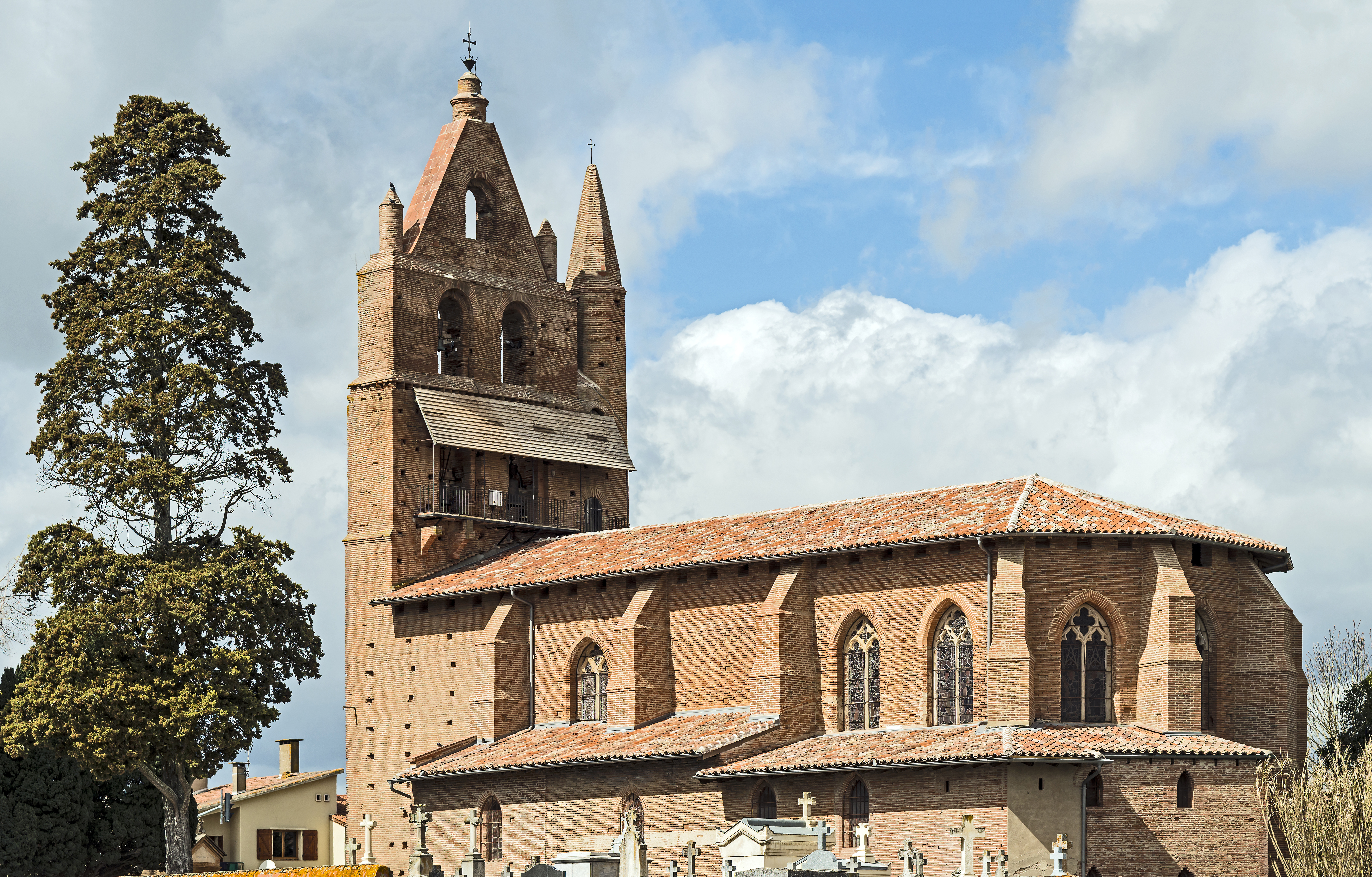
La Iglesia;
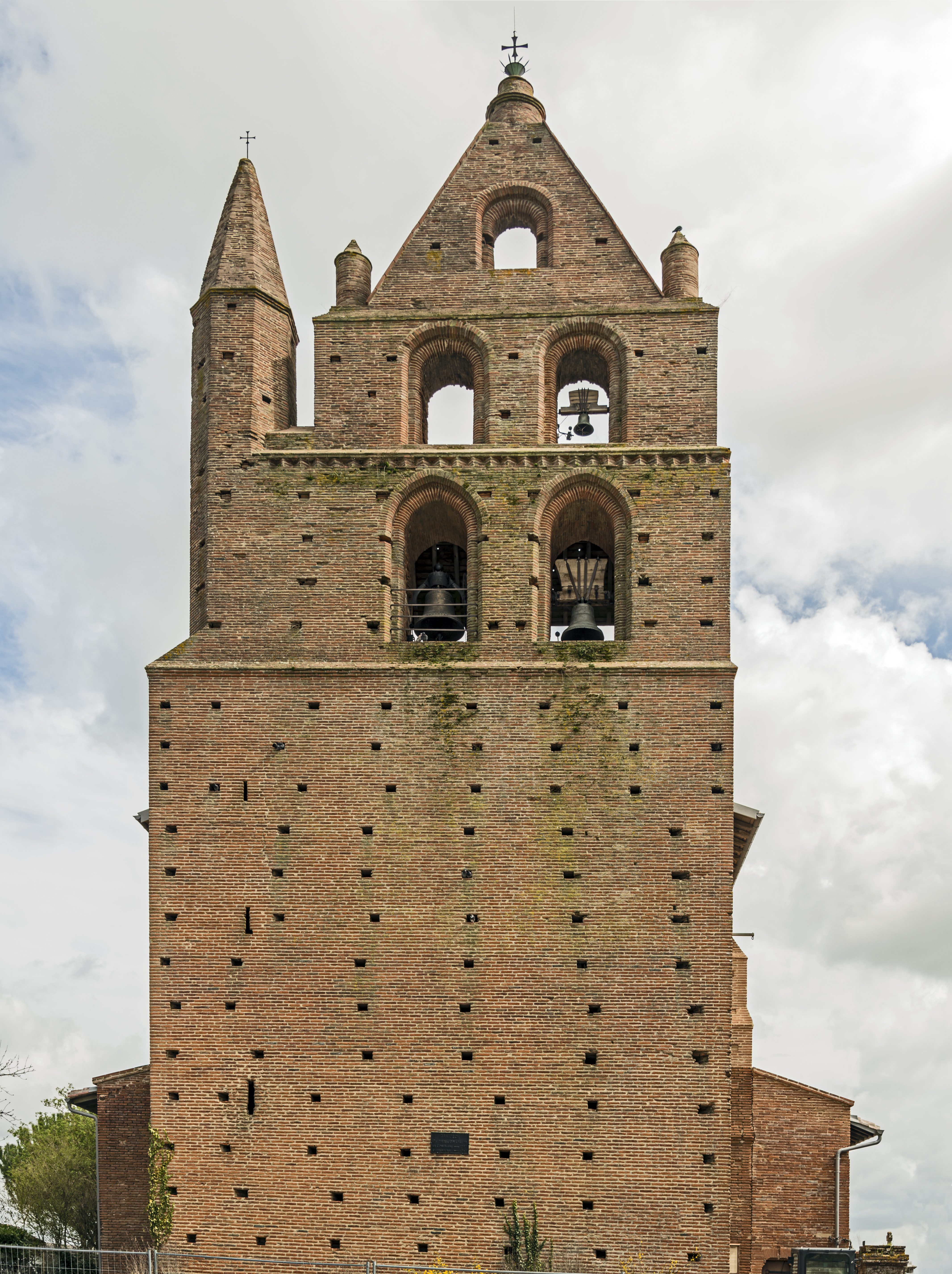
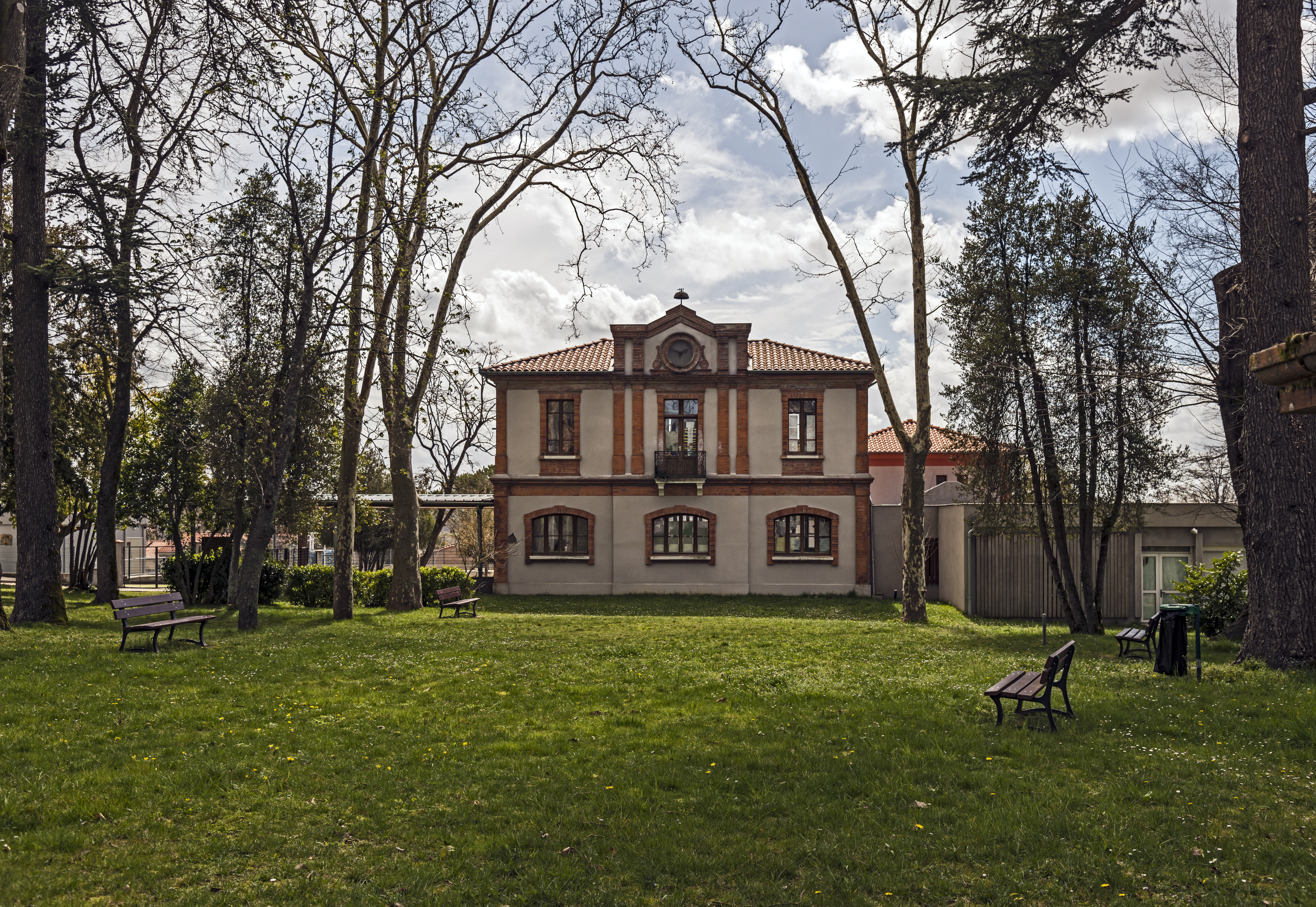
La escuela